# Oxydraques

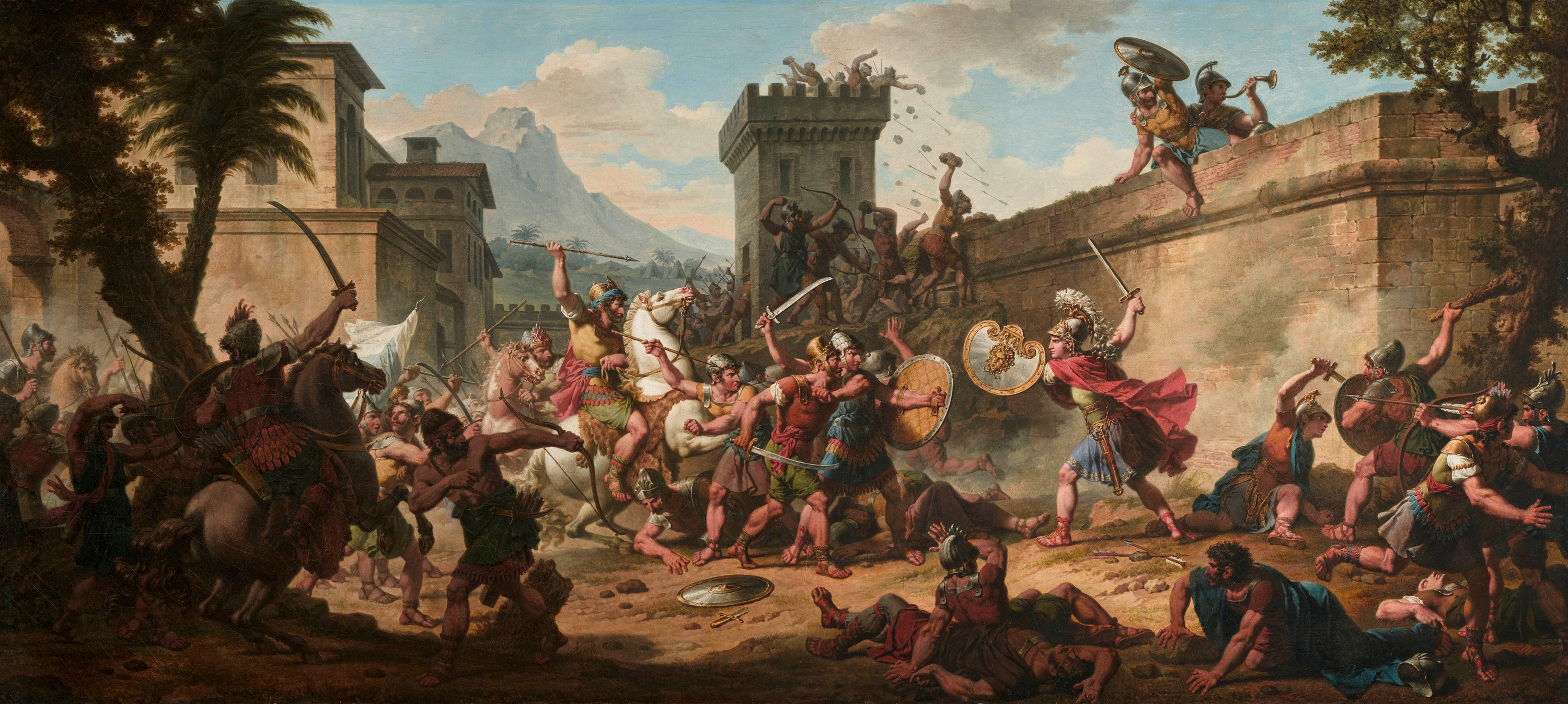
Alexandre le Grand attaquant la ville des Oxidraques, 1809, par Nicolas-André Monsiau

Les Oxydraques (en grec ancien Ὀξυδράκαι, en latin Oxydracæ), sont un ancien peuple de l'Inde cisgangétique, qui habitait au confluent des rivières Ravi (Hydraote) et Chenab (Acésine).
Les Oxydraques sont connus en relation avec la campagne conduite en Inde en 326 avant notre ère par Alexandre le Grand, après la conquête de l'Empire perse. 

## Situation
Le pays des Oxydraques correspond aux environs de la ville ancienne d'Uch (Outche), dans le royaume de Lahore (aujourd'hui Ahmedpur Sharqia, District de Bahawalpur au Pakistan).

## Histoire
Quand l'armée d'Alexandre arrive dans le Nord de l'Inde, les Oxydraques s'unissent avec leurs voisins Cathéens et Malliens pour lui résister. Après avoir vaincu les Cathéens à Sagala (actuel Pendjab pakistanais), Alexandre met le siège devant la capitale des Oxydraques et la prend au terme d'un long combat, pendant lequel, « s'étant jeté seul dans la ville, il brava héroïquement les plus grands dangers ».